# Catacombed
Catacombed ist eine 2015 gegründete Drone- und Funeral-Doom-Band.

## Geschichte
Der französische Musikers ‚Hangsvart‘ gründete Catacombed gemeinsam mit Marzguł ‚Margul Demonic‘ Demonyczny als Nebenprojekt, dass sie neben weiteren Bands und Bandbeteiligungen wie Embalmatory, Dysenteric Excrementation, Abysmal Growls of Despair und Arrant Saudade unterhalten wollten. Inspiriert wurde das Duo von Drone-Doom-Projekten wie Earth und Sunn O))). Nach den ersten Aufnahmen schied der kroatische Musiker Demonyczny aus dem Duo aus und Hangsvart führte Catacombed als Soloprojekt fort. Das Projekt debütierte 2015 mit der EP Relics of an Abysmal Crypt über Frozen Light Records. Der EP folgte eine Reihe weiterer Veröffentlichungen die zumeist als Download im Selbstverlag herausgegeben wurden. Nur vereinzelt kooperierte Catacombed mit Labeln zur Veröffentlichung physischer Tonträger. So erschienen das Album Ancient Ghoul 2016 ebenfalls über Frozen Light Records.

## Stil
Die Musik von Catacombed wird dem Death Doom und Funeral Doom zugerechnet. Selbst ordnet ‚Hangsvart‘ die Musik dem Drone Doom zu. Das Webzine Doom-Metal.com beschreibt die Musik des Projektes als extremen, technisch reduzierten und minimalistisch produzierten Death Doom mit Elementen des Drone- und Funeral-Doom. Zum einordnenden Vergleich wird auf Encoffination verwiesen. ‚Hangsvart‘ beschreibt die vornehmlich instrumentale Musik als an Sunn O))) und Earth orientierten Drone Doom, den er als Reflexionen seines eigenen Verstandes nutzte. Damit stellt er die Musik von Catacombed, analog zu seinen weiteren Projekten, in den Kontext seiner Schizophrenie.

## Diskografie
- 2015: Relics of an Abysmal Crypt (EP, Frozen Light Records)
- 2015: Cave Crypt (Album, Selbstverlag)
- 2015: Witch's Swamp (Album, Selbstverlag)
- 2015: Wasteland (Album, Selbstverlag)
- 2015: Let Them Appear (EP, Selbstverlag)
- 2015: Hanged’s Water (EP, Selbstverlag)
- 2015: Depths (Album, Selbstverlag)
- 2016: Ancient Ghoul (Album, Frozen Light Records)
- 2016: Cave Beast (EP, Selbstverlag)
- 2016: Microchaetus Rappi (Album, Selbstverlag)
- 2016: Drone to the Abyss (Kompilation, Selbstverlag)
- 2017: Decomposition of a Carcass from a Rotten and Splited Mind (Album, Selbstverlag)
- 2017: Microchaetus Rappi (Album, Selbstverlag)
- 2017: Kur Soundscape (Album, Selbstverlag)
- 2017: Druidic Invokation ov the Subterranean Swamp Sarcosuchus (Album, Selbstverlag)